# Donato Stampa
Donato Stampa (falecido em 1575) foi um prelado católico romano que serviu como bispo de Nepi e Sutri (1569–1575).

## Biografia
A 14 de dezembro de 1569, Donato Stampa foi nomeado durante o papado de Pio V como Bispo de Nepi e Sutri. A 8 de janeiro de 1570, foi consagrado bispo por Scipione Rebiba, Cardeal-Sacerdote de Sant'Angelo in Pescheria, com Galeazzo Gegald, Bispo Emérito de Bagnoregio, e Umberto Locati, Bispo de Bagnoregio, servindo como co-consagradores. Serviu como Bispo de Nepi e Sutri até à sua morte em 1575.